# Chmielewo k/Pułtuska
Chmielewo k/Pułtuska (lub Chmielewo k. Pułtuska, inaczej Chmielewo koło Pułtuska) – dawna gromada, czyli najmniejsza jednostka podziału terytorialnego Polskiej Rzeczypospolitej Ludowej w latach 1954–1972.
Gromady, z gromadzkimi radami narodowymi (GRN) jako organami władzy najniższego stopnia na wsi, funkcjonowały od reformy reorganizującej administrację wiejską przeprowadzonej jesienią 1954 do momentu ich zniesienia z dniem 1 stycznia 1973, tym samym wypierając organizację gminną w latach 1954–1972.
Gromadę Chmielewo k/Pułtuska z siedzibą GRN w Chmielewie k/Pułtuska utworzono – jako jedną z 8759 gromad na obszarze Polski – w powiecie pułtuskim w woj. warszawskim, na mocy uchwały nr VI/10/17/54 WRN w Warszawie z dnia 5 października 1954. W skład jednostki weszły obszary dotychczasowych gromad Boby, Chmielewo, Gnojno, Kleszewo i Lipa ze zniesionej gminy Kleszewo w tymże powiecie. Dla gromady ustalono 11 członków gromadzkiej rady narodowej.
Gromadę zniesiono 31 grudnia 1959 1 stycznia 1960, a jej obszar włączono do nowo utworzonej gromady Kleszewo gromady Pułtusk w tymże powiecie (wykreślone zmiany retroaktywnie uchylone uchwałami z 25 lutego 1960).
Uwaga: Nie mylić z gromadą Chmielewo k/Nasielska, również w powiecie pułtuskim.